# 5821-es mellékút (Magyarország)
Az 5821-es mellékút egy bő 25 kilométeres hosszúságú, négy számjegyű mellékút Baranya vármegye déli részén. Az Ormánság néhány kisebb települését köti össze Sellyével, illetve Vajszlóval.

## Nyomvonala
Vajszló központjában ágazik ki az 5804-es útból, annak a 22+300-as kilométerszelvénye közelében, alig 100 méterre onnét, ahol a Pécstől idáig húzódó 5801-es út véget ér. Dél felé indul, s a Petőfi utca nevet viseli a belterület déli széléig, amit nagyjából 800 méter után ér el, ám onnan még majdnem pontosan két kilométeren át vajszlói területek közt marad. 2,8 kilométer után eléri Hirics határát, de e községek szinte épp csak érinti a nyugati határszélét: ahol kiágazik belőle keleti irányban az 58 134-es számú mellékút, ott már egyben át is lép Vejti határai közé.
Vejti első házait nagyjából 5,6 kilométer után éri el, a belterületen még a korábbi irányát követi, Táncsics Mihály utca néven, de a község déli szélénél nyugatnak fordul; ugyanott kiágazik belőle dél-délkelet felé az országhatár térségéig vezető 58 133-as számú mellékút. A 7. kilométere után bő fél kilométeren át Lúzsok déli külterületei közt húzódik, majd Piskó határai közé ér. E község első házait 8,6 kilométer után éri el, onnan a lakott terület déli peremén folytatódik, a falu nyugati szélén – 9,1 kilométer után – pedig beletorkollik észak felől a Lúzsok központjától idáig húzódó 5822-es út.
Nagyjából a 11. és 12. kilométerei között kemsei területen halad, ahol lakott területeket alig érint, de két elágazása is van: 11,1 kilométer után, Zehipuszta épületegyüttese mellett észak felől – Kemse központja irányából – beletorkollik az 5824-es út, 11,6 kilométer után pedig az 58 137-es számú mellékút ágazik ki belőle, ez az országhatárhoz közeli, Háromfa nevű külterületi településrészre vezet. A 12. kilométere után az út Zaláta határai közt folytatódik, e község belterületének a déli széle mellett halad el, s közben – majdnem pontosan a 13. kilométerénél – beletorkollik észak felől a szintén Vajszlóról induló 5823-as út.
Zalátát elhagyva viszonylag hosszabb szakaszon külterületek közt húzódik, továbbra is nagyjából nyugati irányban, nem messze a Dráva árterétől, közben, 14,6 kilométer után átlép Drávasztára területére. 17,9 kilométer után északabbnak fordul, szűk fél kilométerrel ezután pedig eléri a község első házait. Belterületi szakasza a központig a Zrínyi Miklós utca, attól északra a Kossuth Lajos utca nevet viseli, így lép ki a faluból, majdnem pontosan a 20. kilométerénél. Kevéssel ezután már Drávaiványi határai közt jár, rövid belterületi szakaszát e községben a 21+700-as és a 22+200-as kilométerszelvényei között teljesíti.
23,2 kilométer után érkezik meg az útjába eső utolsó település, az Ormánság központjának számító Sellye határai közé, ahol hamarosan a mára már megszüntetett Középrigóc–Villány-vasútvonal vágányai mellé simul. 24,6 kilométer után kiágazik belőle kelet felé a Sósvertike központjába vezető 58 152-es számú mellékút, majd szinte azonnal keresztezi a vasút nyomvonalát. A 25. kilométere táján éri el a belterület délnyugati szélét, ahol a Dráva utca nevet veszi fel, de nem sokkal ezután, a városközpont közelében véget is ér, beletorkollva az 5804-es útba, annak a 33+900-as kilométerszelvénye közelében.
Teljes hossza, az országos közutak térképes nyilvántartását szolgáló kira.kozut.hu adatbázisa szerint 25,614 kilométer.

## Története
1934-ben a kereskedelem- és közlekedésügyi miniszter 70 846/1934. számú rendelete a Vajszló-Vejti közti szakaszát harmadrendű főúttá nyilvánította, a Szentlőrinctől az országhatárig húzódó 642-es főút részeként.
A Kartográfiai Vállalat 1990-es kiadású Magyarország autóatlasza az útnak csak Vajszló-Vejti és Drávasztára-Sellye közti szakaszait tünteti fel, Vejti-Piskó-Zehipuszta-Zaláta között semmilyen közúti kapcsolatot nem tüntet fel, Zaláta és Drávasztára között pedig egy olyan földutat, melynek nyomvonala Sósvertikét is érinti. Ez azonban nem szükségszerűen jelenti azt, hogy az 5821-es útnak az atlaszban nem ábrázolt szakaszai ne léteztek volna már akkor is, a térképi adatok efféle kozmetikázása mögött állhattak a rendszerváltás előtti ország határvédelmi szempontjai is.

## Települések az út mentén
- Vajszló
- (Hirics)
- Vejti
- (Lúzsok)
- Piskó
- (Kemse)
- Zaláta
- Drávasztára
- Drávaiványi
- Sellye